# L'Anse Mitan
L'Anse Mitan est un hameau français de la commune de Trois-Îlets en Martinique, où il est distant de 4 kilomètres environ.
Le hameau est relié à Fort-de-France via des navettes maritimes avec entre 15 et 20 rotations par jour. La plage de l'Anse Mitan est de sable blanc bordée de quelques cocotiers et s'ouvre sur la baie de Fort-de-France.

## Tourisme
- Plage de sable blanc bordée de quelques cocotiers
- Casino
- Hôtels et restaurants
- La Route des Anses passe à 2 kilomètres au sud.